# Zehnthof (Sommerach)

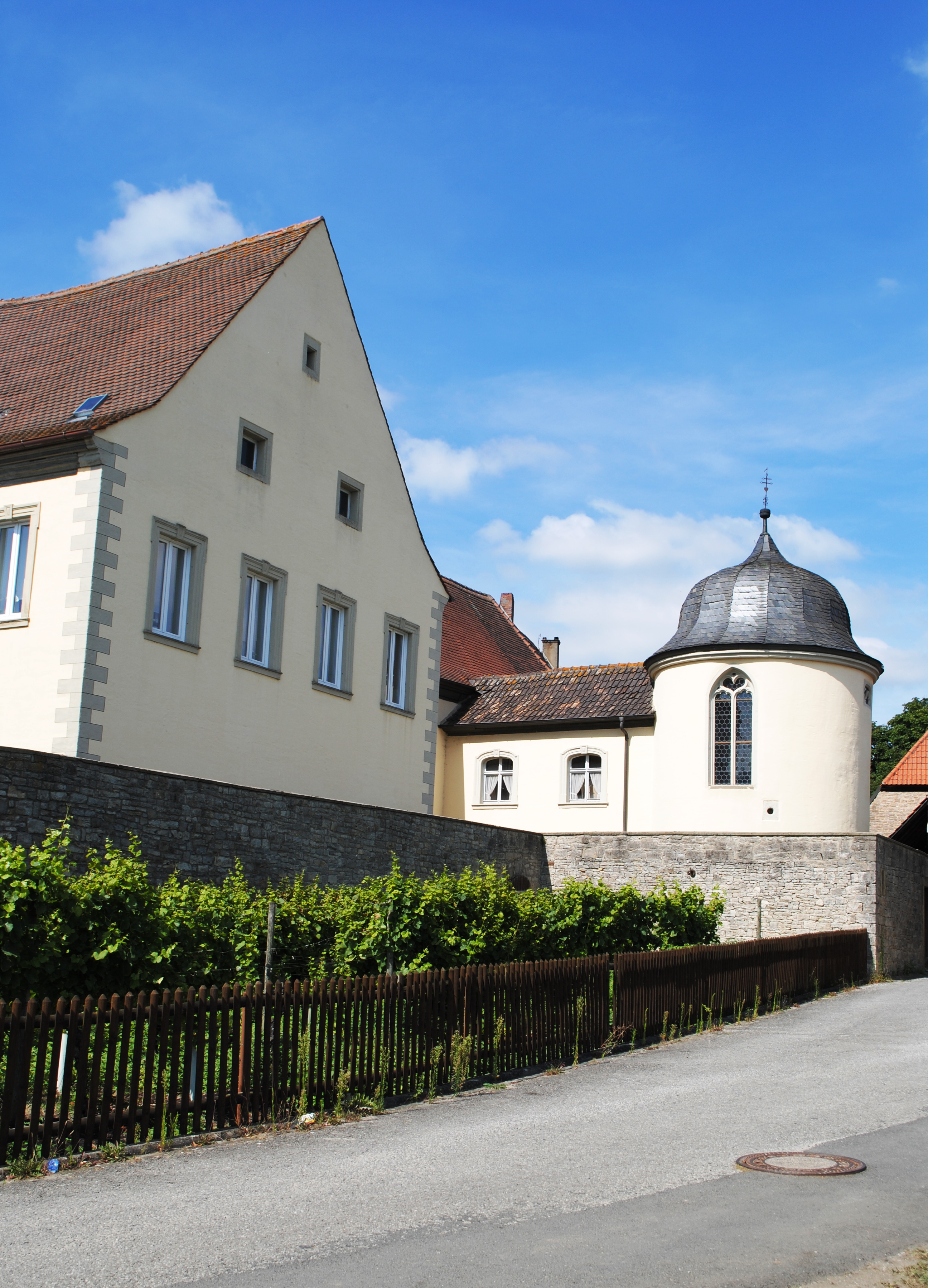
Der Zehnthof mit der Kapelle St. Bartholomäus

Der Zehnthof ist ein ehemaliger Hof zur Abgabe des sogenannten Zehnten im unterfränkischen Sommerach im Landkreis Kitzingen. Die Anlage ist das größte Gebäude des Altortes und liegt an der Hauptstraße.

## Geschichte
Bereits im 12. Jahrhundert veräußerten die Grafen zu Castell ihre Güter in Sommerach an das Benediktinerkloster Münsterschwarzach. Im Jahr 1295 erhielten die Mönche aus der nahen Abtei sogar die Vogtei über das Dorf und stiegen damit als Dorfherren auf. Mit Bestätigung durch das Würzburger Hochstift wurden die Mönche von Münsterschwarzach 1306 endgültig Herren über Sommerach.
Der Aufstieg machte auch den Bau eines Gebäudes nötig, in dem die (Natural-)Steuereinnahmen gesammelt werden konnten. Also wurde unter der Herrschaft des Abtes Johannes V. Krug der Zehnthof erbaut. Er wurde im Jahr 1607 fertiggestellt. Nach dem Dreißigjährigen Krieg erweiterte Krugs Nachfolger Plazidus I. Büchs den Bau bis ins Jahr 1682 und baute 1675 die Bartholomäuskapelle an. Die Kapelle wurde allerdings erst im 18. Jahrhundert, 1751, unter Abt Christophorus Balbus vollendet.
Mit der Auflösung des Klosters zu Beginn des 19. Jahrhunderts kam der Zehnthof in private Hände. Im Jahr 1939 kamen mehrere Familien aus Berg in der Pfalz im Zuge der Evakuierungen zu Kriegsbeginn nach Sommerach und wurden im Zehnthof untergebracht. Im Zweiten Weltkrieg diente der große Weinkeller auch als Luftschutzraum. Heute ist die Kapelle profaniert und der Zehnthof in ein Weingut umgewandelt. Das Bayerisches Landesamt für Denkmalpflege ordnet die Baulichkeiten als Baudenkmal ein.

## Architektur

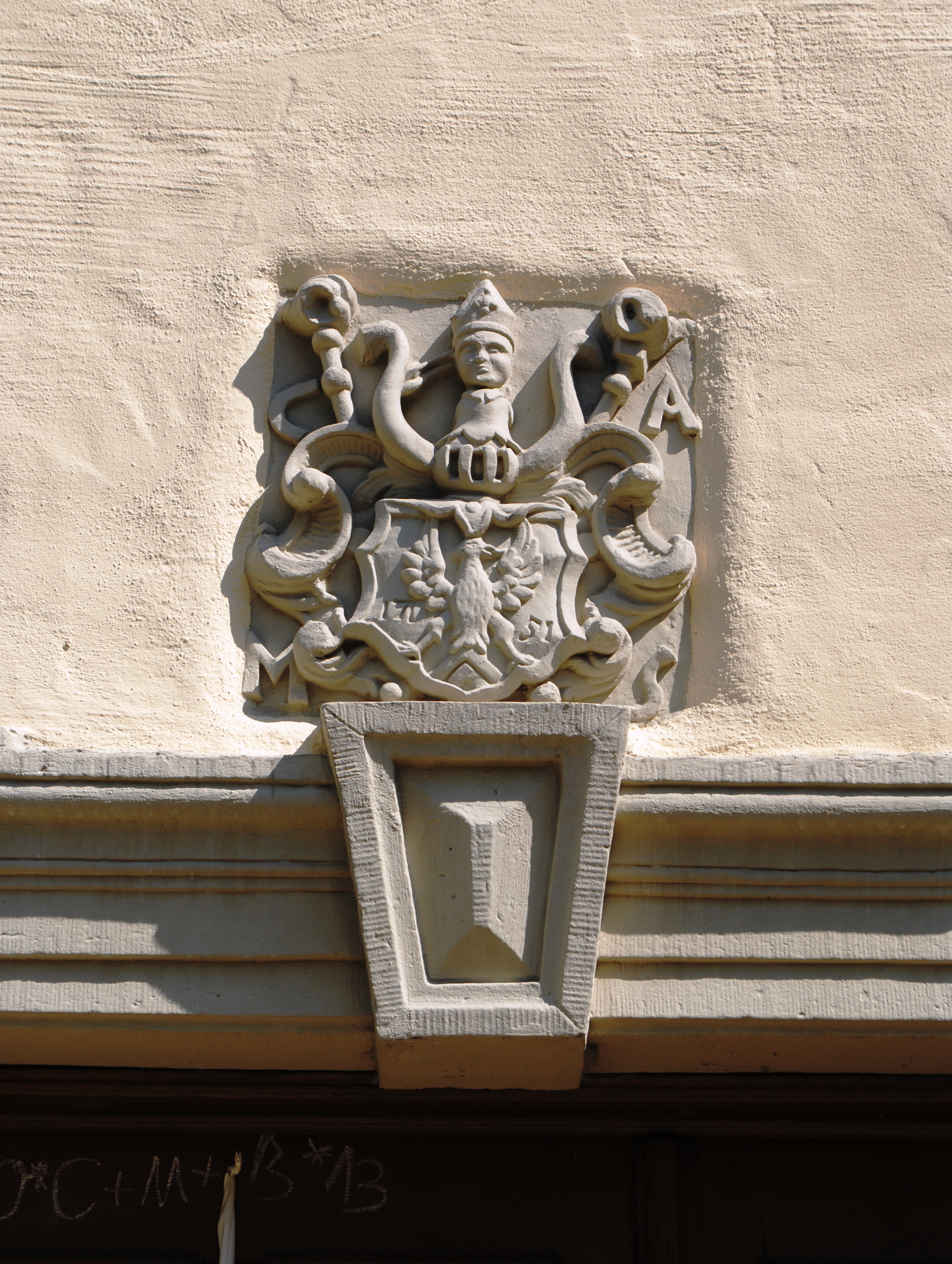
Das Wappen des Abtes Christophorus Balbus

Der Zehnthof präsentiert sich heute als Zweiflügelanlage. Zur Sommeracher Hauptstraße hin wurde ein eingeschossiger Walmdachbau errichtet. Der Hauptbau ist zweigeschossig und schließt mit einem Satteldachbau und einem Schweifgiebel ab. Die Baulichkeiten entstammen allesamt dem 17. bzw. 18. Jahrhundert, gehen allerdings auf ältere Vorgängerbauten zurück. Die Zeitstellung wird auch durch die geohrten Fensterrahmungen am Hauptbau verdeutlicht. Die Fassade wird durch mehrere Wappensteine gegliedert.
Eine Besonderheit weist der Zehnthof mit der ehemaligen Kapelle auf. Sie wurde an einen der Flügel des Hauptbaus als Rundkapelle angebaut. Hauptbau und Kapelle sind durch einen gefensterten Verbindungsgang miteinander verbunden. Die ehemalige Bartholomäuskapelle weist drei zweibahnige Fenster mit nachgotischem Maßwerk auf. Sie schließt mit einem schiefergedeckten Rundhelm ab.